# Kukeriulenburg
Die Kukeriulenburg, auch Sachsenring genannt, ist eine Wallburg etwa 1 km nördlich von Gielde im Landkreis Wolfenbüttel.
Die Wallanlage befindet sich auf dem Burgberg, einem langgestreckten Höhenzug mit einer nach Nordosten stärker abfallenden Flanke als im Südwesten. Sie stellt sich heute als ovale Wallbefestigung von 65 × 105 m mit einer Fläche von 0,4 ha dar. Der Wall beträgt in seiner Breite bis zu 8 m und hat eine Höhe von 1,5 m. Im Nordwesten ist eine Öffnung im Wall vorhanden, neben dem sich eine 10 m breite Eintiefung befindet. Außer auf der steilen Nordostseite umgibt die Wallanlage ein 7 m breiter und 1,5 m tiefer Graben.
Im Innenraum des Walls befindet sich im südlichen Abschnitt eine rechteckige 10 auf 25 m große Erhöhung mit einer Eingrabung im östlichen Teil. Einer älteren Beschreibung zufolge befanden sich südlich der Erhöhung zwei Mauern eines Gebäudes mit den Ausmaßen von etwa 10 × 7,5 m. Davon nördlich gab es einen gemauerten Brunnen von 1,6 m Durchmesser. 
Mündliche Überlieferungen bezeugen die Nutzung des Areals als Viehring in neuerer Zeit. Die Bezeichnung als Kukeriulenburg oder Sachsenring deutet dagegen auf ältere Traditionen hin und bedeutet, dass vermutlich an dieser Stelle eine frühmittelalterliche Fliehburg stand, die in Beziehung zu der 4,2 km östlich gelegenen Königspfalz Werla lag. Lage und Form der Kukeriulenburg sprechen ebenfalls für eine Datierung in das frühe Mittelalter.